# Notnops
Notnops is een geslacht van spinnen uit de familie Caponiidae.

## Soorten
De volgende soorten zijn bij het geslacht ingedeeld:
- Notnops calderoni Platnick, 1994